# آپولو کرید
آپولو کرید (به انگلیسی: Apollo Creed) یک شخصیت خیالی از سری فیلم‌های راکی است. او به عنوان ضد قهرمان اصلی در راکی (۱۹۷۶) و راکی ۲ (۱۹۷۹) و به عنوان قهرمان داستان در راکی ۳ (۱۹۸۲) و راکی ۴ (۱۹۸۵) فعالیت می‌کند. نقش او کارل ویترز بازی می‌کرد. او یک بوکسور سرسخت اما چابک است که با شروع این سری، قهرمان بلامنازع سنگین‌وزن جهان است. این شخصیت از محمد علی کلی، قهرمان واقعی زندگی الهام گرفته شده‌است.